# Herman Bröring
Hermannus Everhardus Bröring (Stadskanaal 1959) is een Nederlandse hoogleraar bestuursrecht aan de Rijksuniversiteit Groningen. Verder is hij wetenschappelijk directeur van de facultaire onderzoeksschool Centrum voor Recht, Bestuur en Samenleving (CRBS)geweest.
Op 9 september 1993 promoveerde hij bij Michiel Scheltema op het proefschrift: Richtlijnen: over de juridische betekenis van circulaires, leidraden, aanbevelingen, brochures, plannen. 
Bröring is ridder in de Orde van Oranje-Nassau.